# Böhmerwald und Mühltäler (Europaschutzgebiet)
Das Natura 2000-Europaschutzgebiet Böhmerwald und Mühltäler ist ein FFH-Gebiet im Bezirk Rohrbach im nördlichen Oberösterreich.

## Lage
Das Europaschutzgebiet umfasst den größten Teil des österreichischen Böhmerwaldes sowie die Oberläufe von Großer und Kleiner Mühl. Das Gebiet liegt in den Gemeinden Schwarzenberg am Böhmerwald, Klaffer am Hochficht, Ulrichsberg, Aigen im Mühlkreis, Schlägl, St. Oswald bei Haslach, Berg bei Rohrbach, Lichtenau im Mühlkreis, Haslach an der Mühl, Julbach, Peilstein im Mühlviertel, Oepping und Sarleinsbach sowie in den beiden oberösterreichischen Raumeinheiten Böhmerwald und südliche Böhmerwaldausläufer.
Das Europaschutzgebiet hat eine Größe von 9.350 ha und schützt Lebensräume sowie Tier- und Pflanzenarten von gesamteuropäischem Interesse. Im Norden und Osten grenzt das Gebiet an den Nationalpark und UNESCO-Biosphärenreservat Šumava in Südböhmen und im Westen an das Naturschutzgebiet Hochwald am Dreisesselberg in Bayern.

## Grundlage
Rechtliche Grundlage für das Gebiet sind die Fauna-Flora-Habitat-Richtlinie der Europäischen Union sowie eine Verordnung der Oberösterreichischen Landesregierung.
Der Raum ist auch als Important Bird Area Böhmerwald und Mühltal (AT032)
im Ausmaß von 22.302 ha ausgewiesen.

## Lebensräume

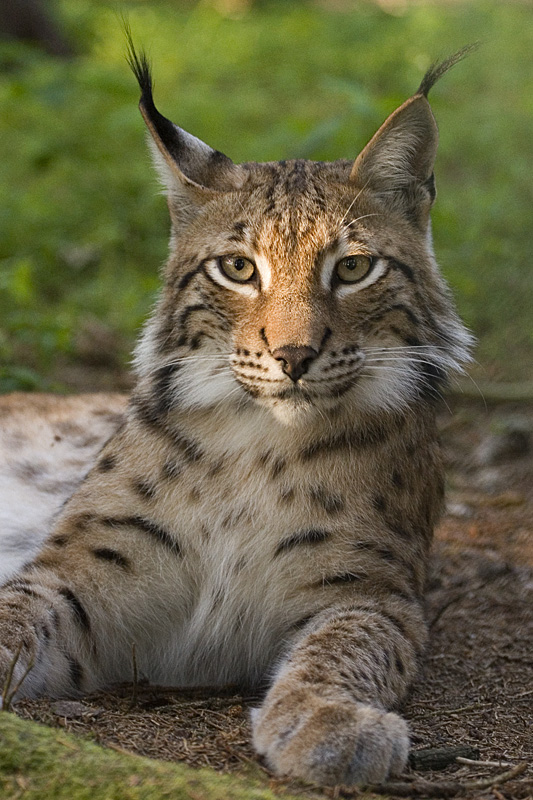
Eurasischer Luchs

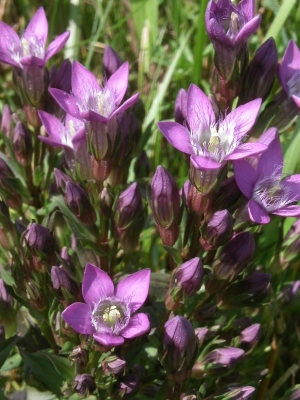
Böhmischer Enzian

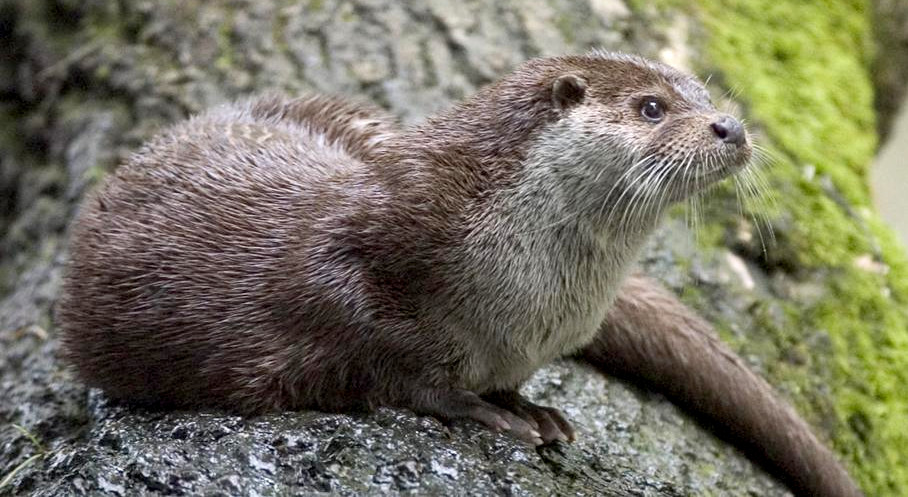
Fischotter

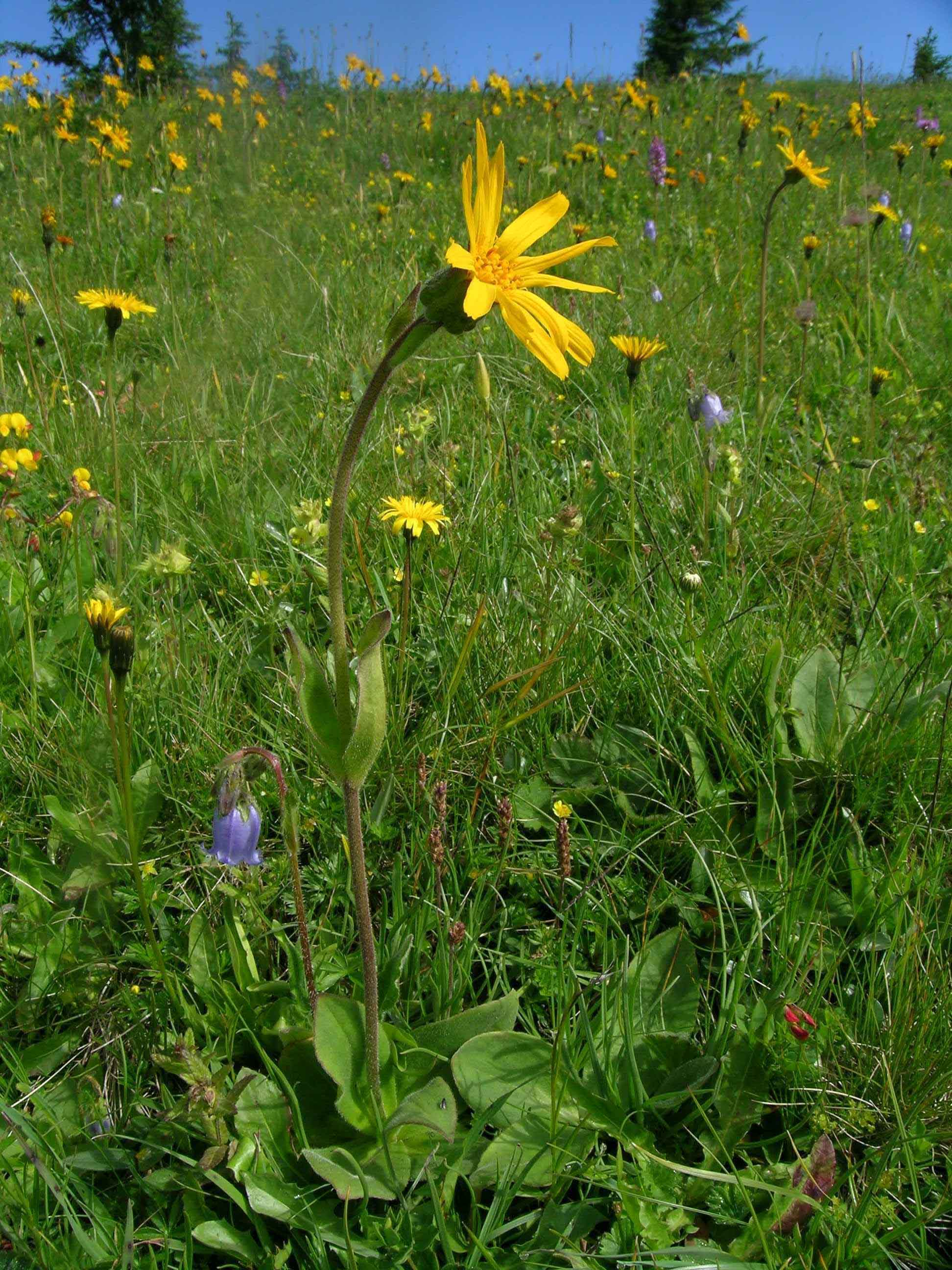
Borstgraswiese mit Arnika

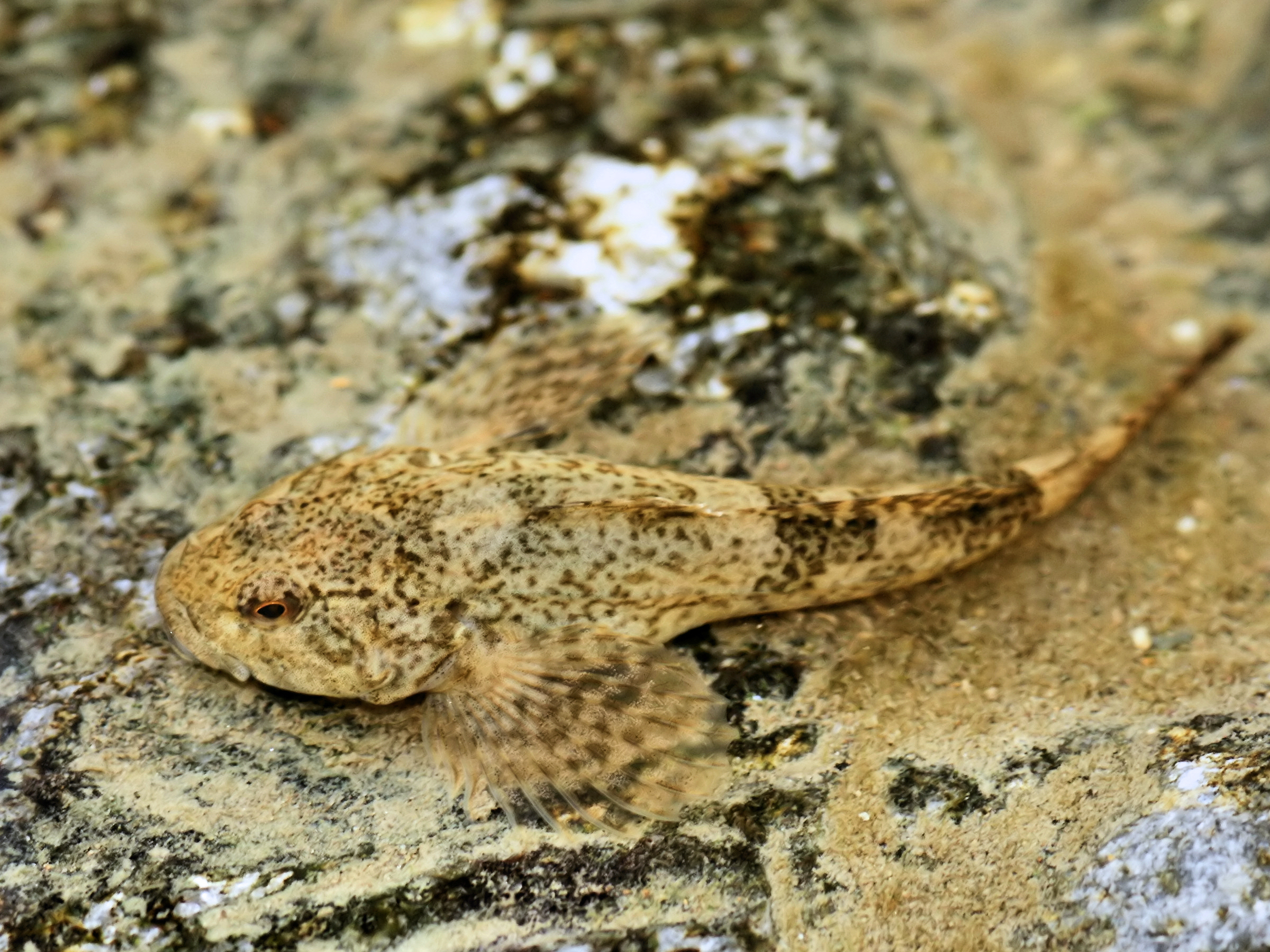
Koppe

Im FFH-Gebiet befinden sich die folgenden „Lebensraumtypen von gemeinschaftlichem Interesse“; prioritäre Lebensraumtypen sind mit * gekennzeichnet.
| Natura-2000-Code | Lebensraumtyp |
| ---------------- | --- |
| 3150             | Natürliche eutrophe Seen mit einer Vegetation des Magnopotamions oder Hydrocharitions (Natürliche Stillgewässer mit Wasserschweber-Gesellschaften) |
| 3260             | Flüsse der planaren bis montanen Stufe mit Vegetation des Ranunculion fluitantis und des Callitricho-Batrachion (Fluthahnenfußgesellschaften)      |
| 4070*            | Buschvegetation mit Pinus mugo und Rhododendron hirsutum (Latschenbuschwald)                                                                       |
| 6230*            | Artenreiche montane Borstgrasrasen auf Silikatböden (Bürstlingsrasen)                                                                              |
| 6410             | Pfeifengraswiesen auf kalkreichem Boden, torfigen und tonig-schluffigen Böden (Molinion caeruleae) (Pfeifengraswiesen)                             |
| 6510             | Magere Flachlandmähwiesen (Alopecurus pratensis, Sanguisorba officinalis) (Glatthaferwiesen)                                                       |
| 6520             | Berg-Mähwiesen (Goldhaferwiesen) |
| 7110*            | Lebende Hochmoore |
| 7120             | Noch renaturierungsfähige degradierte Hochmoore |
| 7140             | Übergangs- und Schwingrasenmoore |
| 8110             | Silikatschutthalden der montanen bis nivalen Stufe (Androsacetalia alpinae und Galeopsietalia ladani)                                              |
| 9110             | Wald-Hainsimsen-Buchenwald (Luzulo-Fagetum) |
| 9130             | Waldmeister-Buchenwald (Asperulo-Fagetum) |
| 9180*            | Schlucht- und Hangmischwälder (Tilio-Acerion) |
| 91D0*            | Moorwälder |
| 91E0*            | Auenwälder mit Alnus glutinosa und Fraxinus excelsior (Alno-Padion, Alnion incanae, Salicion albae) (Weichholzau)                                  |
| 9410             | Montane bis alpine bodensaure Fichtenwälder (Vaccinio-Piceetea)                                                                                    |

## Tier und Pflanzen
Das Gebiet ist Lebensraum folgender Arten, die in Anhang II der FFH-Richtlinie genannt sind; prioritäre Arten sind mit * gekennzeichnet.
| Natura-2000-Code | Art               |
| ---------------- | ----------------- |
| 1308             | Mopsfledermaus    |
| 1355             | Fischotter        |
| 1337             | Biber             |
| 1361             | Luchs             |
| 1096             | Bachneunauge      |
| 1163             | Koppe             |
| 1037             | Grüne Keiljungfer |
| 1914*            | Hochmoorlaufkäfer |
| 1029             | Flussperlmuschel  |
| 4094*            | Böhmischer Enzian |

Als weitere naturschutzfachlich relevante Arten werden im Managementplan genannt:
Arten nach Anhang II der FFH-Richtlinie ohne Erhaltungsverpflichtung: 1193 Gelbbauchunke (Bombina variegata), 1093 *Steinkrebs (Austropotamobius torrentium), 1323 Bechsteinfledermaus (Myotis bechsteinii), 1324 Mausohr (Myotis myotis), 1352 *Wolf (Canis lupus).
Weitere Arten des Anhang II der FFH-Richtlinie, die im Europaschutzgebiet nachgewiesen wurden (v. a. Einzelnachweise):
1059 Heller Wiesenknopf-Ameisen-Bläuling (Maculinea teleius), 1061 Dunkler Wiesenknopf-Ameisen-Bläuling (Maculinea nausithous), 1078 *Spanische Flagge (Callimorpha quadripunctaria), 1083 Hirschkäfer (Lucanus cervus);
Arten nach Anhang IV der FFH-Richtlinie:
1283 Schlingnatter (Coronella austriaca), 1313 Nordfledermaus (Eptesicus nilssonii), 1317 Rauhautfledermaus (Pipistrellus nathusii), 1320 Brandtfledermaus (Myotis brandtii), 1327 Breitflügelfledermaus (Eptesicus serotinus), 1330 Bartfledermaus (Myotis mystacinus), 1332 Zweifarbfledermaus (Vespertilio murinus), 1341 Haselmaus (Muscardinus avellanarius), 1343 Birkenmaus (Sicista betulina);
Arten nach Anhang IV der FFH-Richtlinie mit Nachweisen aber ohne signifikante Populationen im Europaschutzgebiet:
1314 Wasserfledermaus (Myotis daubentonii), 1312 Abendsegler (Nyctalus noctula), 1331 Kleinabendsegler (Nyctalus leisleri), 1309 Zwergfledermaus (Pipistrellus pipistrellus), 1203 Laubfrosch (Hyla arborea), 1209 Springfrosch (Rana dalmatina), 1261 Zauneidechse (Lacerta agilis), 1058 Schwarzfleckiger Ameisen-Bläuling (Maculinea arion), 1076 Nachtkerzenschwärmer (Proserpinus proserpina);
Arten nach Anhang V der FFH-Richtlinie:
Äsche (Thymallus thymallus), 1091 Edelkrebs (Astacus astacus), 1762 Arnika (Arnica montana), Sphagnum sp.;
Arten des Anhang V mit Nachweisen im Europaschutzgebiet:
1026 Weinbergschnecke (Helix pomatia), 1210 Wasserfrosch-Artenkreis (Rana kl esculenta), 1213 Grasfrosch (Rana temporaria), 1357 Baummarder (Martes martes), 1358 Iltis (Mustela puntorius), Tannenbärlapp (Huperzia selage), Schlangen-Bärlapp (Lycopodium annotinum), Kolben-Bärlapp (Lycopodium clavatum);
weitere naturschutzfachlich bedeutende Arten im Europaschutzgebiet:
Elch (Alces alces), Kreuzotter (Vipera berus), Bachforelle (Salmo trutta f. fario), A030 Schwarzstorch (Ciconia nigra), A104 Haselhuhn (Bonasa bonasia), A108 Auerhuhn (Tetrao urogallus), A122 Wachtelkönig (Crex crex), A153 Bekassine (Gallinago gallinago), A217 Sperlingskauz (Glaucidium passerinum), A220 Habichtskauz (Strix uralensis), A223 Raufußkauz (Aegolius funereus), A241 Dreizehenspecht (Picoides tridactylus);
Die für die Ausweisung als Important Bird Area (Kriterium C3) genannten Vogelarten sind gute Brutbestände von Wachtelkönig (Wiesenralle, Crex crex, Anh. I A122) und Sperlingskauz (Glaucidium passerinum, Anh. I A217).